# ゲオルギー・ヤルツェフ
ゲオルギー・アレクサーンドロヴィチ・ヤルツェフ（Георгий Александрович Ярцев, 1948年4月11日 - 2022年7月15日）は、現ロシア・コストロマ州、ニコリスコーエ出身の元サッカー選手、サッカー指導者。現役時代のポジションはFW

## 経歴
1948年、現ロシアのコストロマ州の小さな村ニコリスコーエで生まれた。FCテクマシュ・コトスロマ(現在のFCスパルタク・コストロマ)のアカデミー出身。

### 選手
1965年、FCテクマシュ・コトスロマでキャリアを始め、1970年にPFC CSKAモスクワへ移籍したが、CSKAモスクワでは怪我をしたために1試合の出場に留まった。
1975年、数クラブを渡り歩き、FCスパルタク・コストロマへの移籍を果たすと主力として活躍し、1977年にFCスパルタク・モスクワへ移籍を果たす。1978年にはソビエト連邦サッカーリーグにて19ゴールを挙げ得点王に輝いた。1982年、FCモスコヴィチにて現役から引退をした。

### 監督
1984年、クラスナヤ・プレスニヤでオレグ・ロマンツェフのアシスタント・コーチとして働いた。1994年には、ロマンツェフが指揮を執るFCスパルタク・モスクワにアシスタント・コーチとして招かれた。1996年にはスパルタクの監督を務めロシア・プレミアリーグで優勝を成し遂げ、自身は最優秀監督に選出された。
2003年からはロシア代表監督に就任して、2005年まで指揮を執った。2004年10月13日、2006 FIFAワールドカップ・ヨーロッパ予選のポルトガル代表戦では7-1の大敗を経験。ヤルツェフは6点取られた時にベンチから退いた。後にこの大敗は100年に一度の出来事だとし、説明は出来ないと語っている。2005年3月30日、エストニア代表との試合は1-1の引き分けに終わり、その試合を最後にロシア代表監督を辞任した。

## 人物
- 好む本は12の椅子
- 好む色は赤
- 好む数字は7
- 好む食べ物はコトレータ
- 趣味はサッカー

## 事件
- 2007年2月18日、スパルタクのユースでコーチをしていたヤルツェフの息子がアパートで何者かによって殺害されているのが発見された。事件は未解決である。